# Richard Hubin
Richard Hubin (Verviers, 8 de junio de 1954) es un expiloto de motociclismo belga, que compitió en el Campeonato del Mundo de Motociclismo desde 1976 hasta 1984. Su mejor temporada fue en 1979 donde acabó en decimoctava posición de la clasificación general del campeonato de 350cc. También se proclamó campeón del Mundo del Mundial de resistencia en 1983 haciendo equipo junto a Hervé Moineau.

## Biografía
Empezó su carrera en 1972 con carreras locales. En 1976, se proclamaría por primera vez campeón nacional belga de 250cc. Esta sería la primera de los cuatro títulos nacionales de velocidad que acabaría ganando. Ese año debutaría en el Mundial de motociclismo. Desde ese año hasta 1980 fue participando de manera intermitente en el Mundial. Su mejor clasificación fue la carrera de 350cc de Gran Premio de Yugoslavia en el que acabó en quinto lugar.
A partir de 1981, se dedicó a las competiciones de resistencia. Consigue victorias muy destacadas como las 8 Horas de Suzuka (1983), las 24 Horas de Lieja (1985), las 24 Horas de Spa y el título Mundial de 1983. Todas estas victorias junto a Hervé Moineau .

## Resultados en el Campeonato del Mundo
Sistema de puntuación desde 1969 hasta 1987:
| Posición | 1.º | 2.º | 3.º | 4.º | 5.º | 6.º | 7.º | 8.º | 9.º | 10.º |
| Puntos   | 15  | 12  | 10  | 8   | 6   | 5   | 4   | 3   | 2   | 1    |

### Carreras por año
(Carreras en negrita indica pole position; Carreras en cursiva indica vuelta rápida)
| Año  | Clase | Moto   | 1       | 2       | 3       | 4       | 5       | 6       | 7       | 8       | 9       | 10      | 11     | 12      | 13    | Pts. | Pos. |
| ---- | ----- | ------ | ------- | ------- | ------- | ------- | ------- | ------- | ------- | ------- | ------- | ------- | ------ | ------- | ----- | ---- | ---- |
| 1976 | 250cc | Yamaha | FRA -   |         | NAT -   | YUG -   | IOM -   | NED -   | BEL 19  | SWE -   | FIN -   | CZE -   | GER -  | ESP -   |       | 0    | -    |
| 1977 | 500cc | Yamaha | VEN -   | AUT -   | GER -   | NAT -   |         | FRA -   |         | NED -   | BEL DNQ | SWE -   | FIN -  | CZE -   | GBR - | 0    | -    |
| 1978 | 250cc | Yamaha | VEN -   | ESP -   |         | FRA -   | NAT -   | NED 17  | BEL -   | SWE Ret | FIN -   | GBR -   | GER 15 | CZE Ret | GBR - | 0    | -    |
| 1978 | 350cc | Yamaha | VEN -   |         | AUT -   | FRA -   | NAT -   | NED -   |         | SWE Ret | FIN -   | GBR -   | GER -  | CZE Ret | GBR - | 0    | -    |
| 1979 | 250cc | Yamaha | VEN -   |         | GER Ret | NAT 11  | ESP 9   | YUG 8   | NED 14  | BEL -   | SWE Ret | FIN Ret | GBR -  | CZE Ret | FRA 9 | 7    | 23.º |
| 1979 | 350cc | Yamaha | VEN -   | AUT 16  | GER 9   | NAT Ret | ESP 10  | YUG 5   | NED -   |         |         | FIN -   | GBR -  | CZE -   | FRA - | 9    | 18.º |
| 1980 | 250cc | Yamaha | NAT -   | ESP -   | FRA Ret | YUG -   | NED -   | BEL -   | FIN -   | GBR -   |         | GER -   |        |         |       | 0    | -    |
| 1980 | 500cc | Yamaha | NAT 14  | ESP Ret | FRA -   |         | NED -   | BEL -   | FIN -   | GBR -   |         | GER -   |        |         |       | 0    | -    |
| 1984 | 250cc | Yamaha | RSA Ret | NAT -   | ESP 19  | AUT 11  | GER Ret | FRA Ret | YUG Ret | NED Ret | BEL Ret | GBR Ret | SWE 21 | RSM 14  |       | 0    | -    |